# Welcome Back (Ma$e)
Welcome Back è il terzo album del rapper statunitense Ma$e, pubblicato nel 2004 dalla Bad Boy.

## Descrizione
| Recensione           | Giudizio |
| -------------------- | -------- |
| AllMusic             | [ 1 ]    |
| RapReviews           | [ 3 ]    |
| Rolling Stone        | [ 4 ]    |
| Entertainment Weekly | B-       |
| Blender              | [ 4 ]    |
| The New York Times   | [ 4 ]    |
| Billboard            | [ 4 ]    |
| PopMatters           | [ 4 ]    |
| HipHopDX             | [ 6 ]    |

Certificato disco d'oro dalla RIAA, segna il ritorno del rapper a cinque anni di distanza dal suo ritiro dalle scene per diventare un pastore cristiano. Ma$e rinuncia alla violenza e alla misoginia dei suoi precedenti lavori e nonostante il parziale successo commerciale, la maggior parte dei critici musicali respingono il suo ritorno sulla scena.
Ottiene un punteggio pari a 57/100 sul sito Metacritic.

## Tracce
| #  | Titolo                    | Produttore                               | Featuring      | Durata |
| -- | ------------------------- | ---------------------------------------- | -------------- | ------ |
| 1  | "Welcome Back"            | The Movement                             | John Sebastian | 4:22   |
| 2  | "Breathe, Stretch, Shake" | Rick Rock                                | Diddy          | 3:17   |
| 3  | "Keep It On"              | Tyrese Jones                             | Chantelle      | 3:34   |
| 4  | "My Harlem Lullaby"       | The Movement                             |                | 3:54   |
| 5  | "I Owe"                   | Rick Rock                                |                | 3:49   |
| 6  | "Wasting My Time"         | S.Gerongco, R.Gerongco, Kuya Productions |                | 4:01   |
| 7  | "Gotta Survive"           | The Movement                             |                | 4:42   |
| 8  | "The Love You Need"       | Park Jin-Young                           | 112 & Rashad   | 4:06   |
| 9  | "Money Comes and Goes"    | Chad Hamilton, Ryan Presson              |                | 4:16   |
| 10 | "I Wanna Go"              | Tyrese Jones                             | Chantelle      | 3:52   |
| 11 | "Into What You Say"       | Rick Rock                                |                | 4:04   |
| 12 | "Do You Remember"         | The Movement                             | Cardan         | 5:01   |

## Classifiche

### Classifiche settimanali
| Classifica (2004)         | Posizione massima |
| ------------------------- | ----------------- |
| Canada                    | 10                |
| Germania                  | 71                |
| Francia                   | 165               |
| Nuova Zelanda             | 29                |
| Regno Unito               | 68                |
| Stati Uniti               | 4                 |
| US Top R&B/Hip-Hop Albums | 3                 |
| Svizzera                  | 65                |

### Classifiche di fine anno
| Classifica (2004)      | Posizione massima |
| ---------------------- | ----------------- |
| Stati Uniti            | 152               |
| Top R&B/Hip-Hop Albums | 73                |